# Verfassungsgeschichte Namibias
Die Verfassungsgeschichte Namibias bezeichnet denjenigen Teil der Rechtsgeschichte Namibias, der die historische Entwicklung des materiellen Verfassungsrechts auf dem Staatsgebiet des heutigen Namibias zum Inhalt hat. Diese Genese war bis zur staatlichen Unabhängigkeit als Namibia ein etappenreicher Prozess, der sich nach der im Ersten Weltkrieg zusammengebrochenen deutschen Kolonialverwaltung, auf der auf Grundlage nachfolgender völkerrechtlicher Festlegungen und späterer Interventionen, einer schrittweisen Vereinnahmungspolitik Südafrikas während der Apartheidsperiode sowie des namibischen Befreiungskampfes vollzog.
Seit der Übernahme in südafrikanische Verwaltung wurde für das Territorium des heutigen Namibias offiziell und ausschließlich die Bezeichnung  South-West Africa bzw. South West Africa (S.W.A. oder SWA) in der englischen Schreibweise oder in Afrikaans Suidwes-Afrika verwendet, bis 1968 eine UN-Resolution Namibia als künftige Eigenbezeichnung des Landes einführte. Während der nachfolgenden Übergangsperiode bis zur Gründung Namibias war es international üblich, das zu dieser Zeit noch unter südafrikanischer Verwaltung stehende Gebiet als South West Africa/Namibia zu bezeichnen.

## Von der deutschen Kolonie zum Mandatsgebiet des Völkerbundes seit 1915
Im Februar 1915 begannen südafrikanische Truppen, Teile des Gebiets von Deutsch-Südwestafrika zu besetzen. General Louis Botha erreichte Windhuk über Karibib am 20. Mai 1915. Die deutsche Herrschaft über das Territorium der Kolonie endete am 9. Juli 1915 mit der Kapitulation ihrer Militärkräfte bei Khorab unweit von Tsumeb. Als vorläufige Verwaltungsvertreter fungierten der Militärgouverneur der südafrikanischen Besatzungstruppen General Percival Scott Beves und ein Chief Civil Secretary. Beide Funktionen wurden mit einer Proklamation des Verteidigungsministers der Union vom 28. Oktober 1915 aufgehoben. Alle ihre Befugnisse gingen mit dieser Rechtsverordnung auf die Funktion eines künftigen Administrators über. Derselbe Minister schrieb den Aufgabenzuschnitt des Administrators mittels einer weiteren Proklamation, die am 27. November 1918 veröffentlicht wurde, präziser fest. Diese Aufgabe übernahm Edmond Howard Lacam Gorges.
Südwestafrika wurde in Folge des Versailler Vertrags vom 28. Juni 1919 zum Protektorat der Südafrikanischen Union. Das südafrikanische Gesetz Treaty of Peace and South West Africa Mandate Act 49 of 1919 legte den Mandatsanspruch auf das ehemalige „Schutzgebiet“ Deutsch-Südwestafrika fest und bestimmte die Struktur der künftigen Verwaltung in diesem Gebiet. Zur obersten regierenden Autorität über South-West Africa wurde der Governor-General of South Africa erklärt, der die legislative und exekutive Gewalt darüber ausübte. In dieser Funktion delegierte er die administrative Verantwortung mittels der South Africa Proclamation 1 of 2 January 1921 an einen künftigen Administrator of South West Africa. Dem Administrator war ein Beirat, das Advisory Council auf der Grundlage der SWA Proclamation 1 of 3 January 1921 (geändert durch Proclamation 51 of 1921) zugeordnet.
Mit der Administration of Justice Proclamation 21 of 1919  erhielt South West Africa eine Rechtsordnung nach dem Roman-Dutch law. Im Jahr 1921 erörterte die Regierung in Pretoria einen Vorschlag, nach dem das Gebiet von Südwestafrika künftig als fünfte Provinz verwaltet werden solle.
Durch die südafrikanische Regierung wurde 1920 die De Wet Commission berufen. Ihr war die Aufgabe übertragen worden, Vorschläge für künftige Formen der Verwaltung in Südwestafrika zu unterbreiten. Einem Vorschlag nach sollte zur Gebietsverwaltung ein Beirat (Advisory Council) aus sechs Mitgliedern gegründet werden. Ferner kam ein Provinzrat in die Diskussion, der eine Vertreterdelegation in das Unions-Parlament entsenden sollte, wie es die südafrikanischen Provinzen bereits taten. 1922 regte die Kommission mit einer Resolution an, dass alle europäischstämmigen Bewohner des Mandatsgebietes die Staatsangehörigkeit (Union nationality) der Union erhalten sollen, sofern sie es wünschten und verwarf dabei aber wieder den Vorschlag, Südwestafrika zur fünften Provinz in der Union zu erheben.

## Gesetzgebende Versammlung 1925
Im Jahr 1925 wurde der South West Africa Constitution Act, No. 42 of 1925 vom Parlament der Südafrikanischen Union verabschiedet. Mit diesem Gesetz entstand die rechtliche Grundlage für eine gesetzgebende Versammlung (Legislative Assembly) und das Kabinett (Executive Committee) in Südwestafrika. Diese bestand demnach aus 18 Mitgliedern, von denen 12 durch Wahlen und 6 durch Ernennung in dieses Amt gelangten. Ihre Zuständigkeit umfasste viele Aufgaben, ausgenommen jene, die in den Bereich der Unionsregierung (Pretoria) fielen. Dazu zählten die Landesverteidigung, das Eisenbahnwesen, die Häfen, das Post- und Telegrafenwesen, die Gerichtsangelegenheiten, ferner Einwanderungsfragen, Zölle und Verbrauchssteuern, Banken und Währung sowie die „Native affairs“ (deutsch: Eingeborenenangelegenheiten).
Im Ergebnis der Wahlen von 1926 zur South West African Legislative Assembly (SWALA) erlangte die deutschstämmige Bevölkerung eine knappe Mehrheit. Das war der Ausgangspunkt für Rivalitäten zwischen den deutschen und anderen europäischstämmigen Bewohnern von Südwestafrika. Die Organisation Deutscher Bund begann für eine Rückkehr nach Deutschland zu werben. Anfang der 1930er Jahre kamen Nationalsozialisten nach Südwestafrika, um hier für die Politik der NSDAP zu werben.
Nach der SWALA-Wahl von 1934 erlangte die United National South West Party eine Zwei-Drittel-Mehrheit. Unverzüglich entsandte sie eine Delegation zum südafrikanischen Premierminister, um den Anschluss Südwestafrikas als fünfte Provinz an die Südafrikanische Union anzuregen. Im Jahr 1945 wiederholte die United National South West Party ihre Forderung nach Beitritt von Südwestafrika zur Union.

## Eingliederung nach Südafrika seit 1946
Eine gezielte Eingliederung von South West Africa in die Südafrikanische Union begann im Jahr 1946 durch vorbereitende Schritte. Doch schon 1945 erklärte die Südafrikanische Union auf der UN-Konferenz in San Francisco ihren Anspruch auf das Gebiet von Südwestafrika, da sie dieses Territorium bereits seit 25 Jahren wie einen integralen Bestandteil seines Hoheitsgebietes regierte und verwaltete und weil die Union ihm eine eigene gesetzgebende Versammlung garantiert habe. Die südafrikanischen Vertreter forderten von der UN die Modifizierung des Mandats dahingehend, dass Südwestafrika künftig ein vollwertiger Teil der Union werden könne. Zu diesem Zweck wurde eine Befragung unter einem Teil der Bevölkerung Südwestafrikas im Frühjahr 1946 durchgeführt.
Am 4. Oktober 1946 wiederholte Premierminister Smuts vor der UN-Mandatskommission den Anspruch Südafrikas auf Eingliederung von Südwestafrika in die Union. Die südafrikanische Position ging davon aus, dass eine Eingliederung nunmehr nur noch einen formalen Vorgang darstelle, da die experimentelle Phase längst vorbei sei. Südwestafrikas Einwohnerschaft sei über die Pläne der Regierung voll im Bilde. Die Erwartungen der europäischstämmigen Bevölkerung zur Eingliederungsfrage wären über die Presse, durch Äußerungen führender Persönlichkeiten und durch die South West African Legislative Assembly hinreichend bekannt. Die Wünsche der nichteuropäischen Einwohnerschaft sei über Konsultationen mit Stammesgruppen ermittelt worden. Dabei hätten sich 208.850 Personen als Befürworter und 33.520 als Gegner zur Frage der Eingliederung ausgesprochen. Nicht befragt hatte man 56.790 Personen dieses Kreises, da sie verstreut auf Farmen oder als Nomaden lebten.
Die abschließende Behandlung des südafrikanischen Ansinnens in der UN-Mandatskommission erfolgte in der Sitzung vom 15. November 1946. Das dabei entstandene klare Meinungsbild signalisierte, dass auf Erfüllung der südafrikanischen Vorschläge in der UN-Vollversammlung kaum Hoffnung bestünde. Indien und die Sowjetunion hatten dazu die Meinungsführerschaft eingenommen. In der indischen Delegation vertrat man die Auffassung, Südafrikas Vorschläge wären von hochgradig rückwärtsgewandtem Charakter. Indien äußerte ferner die Ansicht, dass das südafrikanische Vorgehen einen Bruch des Völkerrechts und einen schädlichen Präzedenzfall darstelle. Schließlich kam es am 16. Dezember 1946 zu einer von den Vereinigten Staaten, Indien und Dänemark initiierten Resolution, in der die Pläne zur Eingliederung Südwestafrikas entschieden abgelehnt wurden. Gleichzeitig forderte man die Südafrikanische Union auf, im Geiste der bisherigen Mandatsregelungen die Territoriumsverwaltung fortzusetzen und das Mandatsgebiet künftig unter ein direktes internationales Aufsichtssystem zu stellen. Südafrika solle dazu der UN-Vollversammlung geeignete Vorschläge übermitteln.
Im März 1947 forderte eine südafrikanische Parlamentariergruppe von Premierminister Smuts, die Eingliederung von Südwestafrika voranzutreiben. Smuts lehnte ab und verweigerte sich dem Ansinnen einer weiteren Annexion. In der Sitzung der UN-Mandatskommission vom 16. Oktober 1947 drängte Indien weiterhin konsequent auf die Unterstellung Südwestafrikas unter internationale Aufsicht und verlangte erneut von Südafrika in der nächsten UN-Vollversammlung die Vorlage entsprechender Vereinbarungsvorschläge. Die Vollversammlung bestätigte diese Note. Die südafrikanische UN-Delegation beantwortete diese Aufforderung mit der Bereitschaft ihres Landes zur weiteren Übermittlung künftiger Jahresberichte zu Südwestafrika aber lehnte eine aufsichtführende Zuständigkeit der UN ab. Pretoria sandte 1948 der UN-Vollversammlung in Paris vereinbarungsgemäß einen Bericht über das Mandatsterritorium zu. Die South West African Legislative Assembly bekräftigte ihr Interesse an einer parlamentarischen Vertretung im House of Assembly und im Senat von Südafrika.
Mit der Parlamentswahl von 1948 in Südafrika veränderten sich die politischen Kräfteverhältnisse am Kap grundlegend.
Die Verfassungslage für Südwestafrika, bisher mit dem SWA-Verfassungsgesetz von 1925 definiert, wurde nun auf der Basis des South West Africa Affairs Amendment Act 23 of 1949 erheblich korrigiert. Südwestafrika erhielt dadurch das Recht auf eine direkte Vertretung im südafrikanischen Parlamentssystem. Die South West African Legislative Assembly behielt jedoch ihre weitere legislative Zuständigkeit für Angelegenheiten, die nicht der Südafrikanischen Union vorbehalten waren. Das südafrikanische Parlament erlangte nun aber volle legislative Zuständigkeit über Südwestafrika. Der südafrikanische Governor-General verlor seine Rechtssetzungskompetenz über das Territorium, da diese nun auf den Administrator of South West Africa überging, jedoch der Genehmigung durch das südafrikanische Staatsoberhaupt (Governor-General) unterlag. Mit dem South West Africa Affairs Amendment Act 55 of 1951 erfolgte eine Revision diese Zuständigkeit, in deren Folge der Governor-General wieder mittels Proclamation in der Government Gazette Rechtsnormen für Südwestafrika festlegen konnte.
Die voranschreitende Entwicklung der Apartheidsdoktrin zeigte sich auch im South West Africa Native Affairs Administration Act 56 of 1954, mit dem die Verantwortlichkeit für Native affairs auf den südafrikanischen Minister of Native Affairs (später Minister of Bantu Administration and Development) überging.
Die Zuständigkeit der SWA-Verwaltung für die Gruppen der Basters und Coloureds blieb davon jedoch unbetroffen. Später übernahm das Department of Coloured Affairs (später South African Department of Coloured, Rehoboth and Nama Relations) diesen Aufgabenbereich im Rahmen der staatlichen Rassentrennungspolitik.
Um 1945 lebten 60 bis 70 Prozent der nichteuropäischstämmigen Bevölkerung Südwestafrikas in Gebieten außerhalb der Polizeizone. Das waren im Ovamboland 129.545 Personen, in Okavango 20.537 Personen, im Caprivizipfel 18.640 Personen und im Kaokoveld 5.822 Personen. Verwaltungspolitisch lebten sie unter einer Form von Indirect rule.
Im Dezember 1950 empfahl die UN-Mandatskommission (United Nations Trusteeship Committee) der UN-Vollversammlung die Einrichtung einer Commission for South Africa, um Untersuchungsberichte und Petitionen aus dem Territorium von Südwestafrika einzuholen. Dieser Vorschlag erlangte keine ausreichende Unterstützung und stattdessen bildete sich ein 5-Nationen-Ausschuss, der einen Dialog mit Südafrika führte, auf welche Weise durch den Internationalen Gerichtshof die Verhältnisse im Mandatsgebiet kontrolliert werden könnten. Der südafrikanische Premierminister Daniel François Malan informierte am 16. Mai 1951 im südafrikanischen Parlament, dass seine Regierung ohne die Aufgabe eigener Prinzipien zu Gesprächen mit UN-Vertretern bereit sei. Das Ziel Südafrikas in solchen Gesprächen sei jedoch, dass South West Africa und seine Angelegenheiten aus der UN-Zuständigkeit herausgenommen würden und unter Maßgabe der Mandatsbestimmungen einzeln zu stellen wäre. Daniel Malan betonte vor den Parlamentsmitgliedern, dass die bisherige Praxis der Mandatsgebietsverwaltung unter dem Vorbehalt südafrikanischer Regierungspolitik stehe.
Im Jahre 1953 kam es in der UN schließlich zur Gründung des Committee on South West Africa.
Mit der Konstitution des neuen südafrikanischen Senats (Senate Act, No. 53 of 1955) zu Beginn des Jahres 1955 kamen gewählte und vom Governor-General-in-Council ernannte Personen für dieses 48-köpfige Gremium zusammen. Die Repräsentanten Südwestafrikas waren zwei ernannte Mitglieder (die Union verfügte hier über 8 Sitze) und zwei gewählte Senatoren (jede südafrikanische Provinz entsandte 8 Mitglieder) aus der Legislative Assembly Südwestafrikas.
1966 wurde erstmals mit dem Elected Coloured Council of South West Africa eine Vertretung der Farbigen geschaffen.

## Inkorporation Südwestafrikas in die Republik Südafrika seit 1968

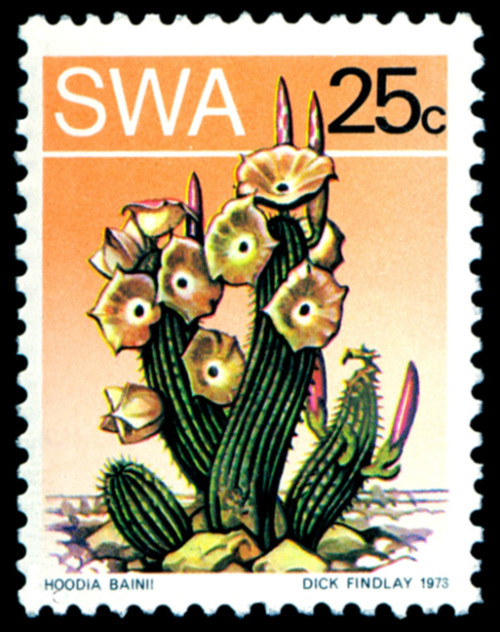
Postwertzeichen Südwestafrikas, 1973

Die Wirksamkeit des bisherigen Verfassungsgesetzes von 1925 endete 1968. An dessen Stelle trat der South West Africa Constitution Act 39 of 1968. Dadurch erweiterte sich die legislative Macht Südafrikas auf Südwestafrika und führte die Inkorporation des Mandatsgebietes herbei. Der Administrator übte seine Aufgaben weiter aus, stand aber unter der Kontrolle des Staatspräsidenten Südafrikas, der nach diesem Gesetz die vollständige Verwaltungszuständigkeit über Südwestafrika als „ein integraler Bestandteil der Republik“ besaß. Mit diesem Gesetz übertrug die Apartheidspolitik formal die bisher nur in Südafrika praktizierte Selbstverwaltungspolitik der Homelands auf traditionell besiedelte Stammesgebiete im benachbarten Südwestafrika.
Durch den Development of Self-Government for Native Nations in South West Africa Act 54 of 1968 führte die südafrikanische Macht das System der native nations (deutsch etwa: ‚Eingeborenennationen‘) hier ein. Es wurden nun die sechs Gebiete Damaraland, Hereroland, Kaokoland, Okavangoland, Eastern Caprivi, Ovamboland nach Vorschlägen des Odendaal-Plans jeweils zu Habitaten einer native nation deklariert. In diesen Arealen errichteten die Behörden im Vollzug dieses Gesetzes Legislative Councils, so genannte gesetzgebende Versammlungen in den südwestafrikanischen Homelands.
In jedem dieser Gebiete war ein Executive Council (deutsch etwa: Exekutivrat) vorgesehen, der die Regierungsgeschäfte ausübte. Schließlich gewährte der South West Africa Affairs Act 25 of 1969 der Republik Südafrika noch umfassendere gesetzliche und administrative Kontrolle über Südwestafrika. Diese Regelungen dienten der Vertiefung des Apartheidsystems in allen wichtigen Fragen des Lebens in Südwestafrika. Die SWA-Verwaltungsbehörden konnten nun keine Rechtsverordnung erlassen, ohne dafür eine vorherige rechtsaufsichtliche Freigabe durch den südafrikanischen Staatspräsidenten einzuholen.
Auf Vorschlag von afrikanischen und asiatischen Staaten in der UN-Vollversammlung kam es zur Umbenennung von South West Africa. In der am 12. Juni 1968 stattgefundenen Sitzung fassten die UN-Vertreter den Beschluss (Resolution 2372 (XXII)), dass South West Africa künftig als Namibia bezeichnet werden soll. Die Abstimmung hierzu ergab 96 Ja-Stimmen gegen 2 Nein-Stimmen (Südafrika, Portugal) bei 18 Enthaltungen. Die Stimmenthaltungen kamen insbesondere von führenden westlichen Staaten und den Commonwealth-Staaten sowie von Malawi. Sechs Länder, darunter Lesotho und Botswana blieben der Abstimmung fern. Der Leiter der britischen UN-Delegation, Lord Caradon, verdeutlichte, dass Südafrika sein Recht zur Verwaltung von South West Africa verwirkt habe.

## Teilautonomie als Vorstufe zur staatlichen Unabhängigkeit seit 1977
Ein Rechtsgutachten des Internationalen Gerichtshofs in Den Haag aus dem Jahre 1971 bewirkte eine Veränderung der Sichtweise in der südafrikanischen Regierung zur Lage von South West Africa/Namibia. Als diesbezügliche Reaktion erlangte der South West Africa Constitution Amendment Act 95 of 1977 Rechtskraft, der den südafrikanischen Staatspräsidenten „in Hinblick auf eine letztendliche Erlangung der Unabhängigkeit“ ermächtigte, Rechtsverordnungen zu erarbeiten, die eine solche konstitutionelle Entwicklung zulassen würden.
In der Folge dieses Gesetzes kam es zu Veränderungen in der parlamentarischen Einbindung von South West Africa/Namibia. Die RSA Proclamation R249 of 28 September 1977 schaffte die Parlamentssitze für South West Africa/Namibia im südafrikanischen Parlament ab. Gleichzeitig errichtete Südafrika auf der Basis der vom Staatspräsidenten erlassenen RSA Proclamation 180 of 19 August 1977 eine administrative Kanzlei für die Funktion des Administrator-General for SWA/Namibia. Dieser erhielt durch die RSA Proclamation 181 of 19 August 1977 die Befugnis, Rechtsvorschriften für South West Africa/Namibia durch Proklamation in der Official Gazette of SWA zu erlassen, sogar wenn diese Aufhebungen oder Änderungen von Rechtsnormen südafrikanischer Legislativorgane betrafen, die sich auf South West Africa/Namibia bezogen. Zwischen 1977 und 1980 wurden auf diese Weise Zuständigkeiten nach zahlreichen Rechtsvorschriften von Südafrika auf die SWA-Verwaltung übertragen.
Im Zusammenhang mit dieser von außen initiierten Entwicklung hatten Bürger von South West Africa/Namibia versucht, 1975 mit der Turnhalle Constitutional Conference Einfluss auf die Zukunft des Landes zu nehmen und mit einem eigenen Verfassungsentwurf auf die Unabhängigkeit des Landes hinzuarbeiten. Entgegen der internationalen Ablehnung seines Vorgehens und den UN-Positionen setzte Südafrika Wahlen in South West Africa/Namibia durch. Dazu diente die Constituent Assembly and Election Proclamation, 1978 (AG 63/1978). SWAPO und andere politische Gruppierungen riefen zum Boykott dieser Wahlen auf.
Der UN-Sicherheitsrat beschloss auf seiner Sitzung am 29. September 1978 die Resolution 435, mit der er Südafrika aufforderte, die Verwaltung von South West Africa/Namibia allein in die Kompetenz der Bevölkerung des Landes zu legen. Seither begann ein Prozess, der in die Bereitschaft Südafrikas mündete, den Weg zur Korrektur seiner Politik zugunsten einer künftigen Unabhängigkeit Namibias einzuschlagen.
1979 wandelte sich auf Basis der National Assembly Proclamation, 1979 (AG 21/1979) die interimsmäßig gebildete Constituent Assembly (deutsch etwa: ‚Konstituierende Versammlung‘) in die National Assembly (deutsch: Nationalversammlung) mit Gesetzeskompetenz um. Ein Ministerrat (Council of Ministers) wurde auf Grundlage der Council of Ministers Proclamation, 1980 (AG 19/1980) errichtet.
1980 bereitete die Representative Authorities Proclamation, 1980 (AG 8/1980) die Grundlage für eine neue Ebene nachrangiger Regierungsstellen zum ethnischen Splitting der Bevölkerung in elf Gruppen. Den so neu entstandenen Verwaltungseinheiten übertrugen die Behörden das Recht zur Kontrolle über mehrere Zuständigkeitsbereiche, darunter kommunale Landrechte, Bildung, Gesundheitsversorgung und Sozialfürsorge.
Im April 1977 formierte sich ein Oppositionsbündnis von schwarzen Repräsentanten gegen die SWAPO, das aus mehreren Gruppen bestand und unter der Bezeichnung Namibia National Front auftrat. Das waren:
- South West African National Union (überwiegend Unterstützung von den Herero)
- Voice of the People (überwiegend Damara und Nama)
- eine Gruppe der Namibia African People’s Democratic Organisation (Damara)

und assoziierte Stammesvertreter kamen aus:
- Damara Council,
- Damara Tribal Executive und
- Gruppen des Mbandero-Stammes bei den Herero und des Bondelswart-Stammes der Nama.[19]

Im April 1977 trafen sich westliche Vertreter des UN-Sicherheitsrates mit Premierminister Vorster in Kapstadt, um die Umsetzung der UN-Sicherheits-Resolution 385 zu diskutieren. Zum Kreis der erörterten Fragen gehörten die Forderungen nach freien Wahlen in Namibia unter Aufsicht der UN, Rückzug der politischen und militärischen Präsenz Südafrikas, Freilassung politischer Häftlinge und ihre freie Rückkehr aus dem politischen Exil, Abschaffung diskriminierender und repressiver Gesetze sowie ein Plan für eine Übergangsregierung nach den Vorschlägen der Turnhallenkonferenz. Bei diesen Gesprächen waren alle Mitglieder der Turnhalle Constitutional Conference beteiligt.

## Übergangsregierung mit Schritten zur Unabhängigkeit 1985
1985 entstand aus einer Mehrparteien-Konferenz der Vorschlag zu einer Transitional Government of National Unity (deutsch etwa: ‚Übergangsregierung der Nationalen Einheit‘). Diesem Ansinnen standen die SWAPO und andere Organisationen ablehnend gegenüber. Dem Vorschlag dennoch folgend schuf die RSA Proclamation R101 of 1985 eine Legislative und eine Executive Authority, ergänzt durch das Constitutional Council (‚Verfassungsrat‘) auf der Basis des Constitutional Council Act 8 of 1985. Die neue Regierungsform war in ein Bill of Fundamental Rights and Objectives eingebunden.
Die Umsetzung des UN-Sicherheitsrats-Beschlusses von 1978 begann am 1. April 1989. Dieser Weg öffnete sich, weil Südafrika im Dezember 1988 in Brazzaville mit Angola und Kuba ein Vier-Punkte-Protokoll signiert hatte, das den südafrikanischen Truppenabzug aus Angola und South West Africa/Namibia sowie den Rückzug kubanischer Truppen aus Angola vorsah.
In Hinsicht auf die UN-Sicherheitsrats-Resolution 435 und zu deren Erfüllung traten 1989 die First Law Amendment (Abolition of Discriminatory or Restrictive Laws for purposes of Free and Fair Election) Proclamation (AG 14/1989) und die Second Law Amendment (Abolition of Discriminatory or Restrictive Laws for purposes of Free and Fair Election) Proclamation (AG 25/1989) in Kraft. Damit hob man ältere Rechtsvorschriften auf, die der Durchführung freier und fairer Wahlen entgegengestanden hätten.
In der Folgezeit kam es noch zu lokalen bewaffneten Konflikten zwischen SADF und SWAPO, aber auch zur Ermordung von Anton Lubowski. Der Generaladministrator von Namibia Louis Pienaar versicherte, dass die South West African Police angewiesen sei, den Täter festzunehmen.

## Staatliche Souveränität 1990
Namibia trat im Ergebnis der Parlamentswahl von 1989 am 21. März 1990 offiziell seine Unabhängigkeit an. Die verfassungsgebende Versammlung wandelte sich in die erste gesetzgebende Versammlung um. Im Februar wählte man den damaligen SWAPO-Präsidenten Sam Nujoma zum ersten Präsidenten des Landes. Auf Basis der Resolution 652 des UN-Sicherheitsrates vom 17. April 1990 wurde Namibia Mitglied der Vereinten Nationen.
Der Unabhängigkeitskampf Namibias forderte seit dem 1. November 1988 viele Todesopfer, darunter 1.087 namibische Zivilisten, 715 Personen aus beteiligten Sicherheitskräften sowie 11.291 SWAPO-Aufständische und angolanische Soldaten.